# نيللي مظلوم
نيللي مظلوم (9 يونيو 1925 - 21 فبراير 2003)، راقصة باليه استعراضية وممثلة مصرية من أصل يوناني، أدّت دور راشيل في فيلم فاطمة وماريكا وراشيل.

## عن حياتها
حصلت على ليسانس الآداب عام 1964، إكتشفها المخرج عباس كامل. أسست معهدا للرقص الإيقاعي، لُقّبت بأشهر راقصة باليه مصرية، استقرت في اليونان في منتصف الستينات بعد إعتزالها.

## أفلامها
- 1945: شهر العسل
- 1945: بين نارين
- 1946: صاحب بالين
- 1946: شهرزاد
- 1947: عروسة البحر
- 1947: خاتم سليمان
- 1947: بنت المعلم
- 1947: ابن عنتر
- 1948: رجل لا ينام
- 1949: فاطمة وماريكا وراشيل
- 1949: صاحبة الملاليم
- 1949: حدوة الحصان
- 1949: الليل لنا
- 1950: ما كانش عالبال
- 1954: عروسة المولد
- 1955: كيلو 99
- 1955: قصة حبي
- 1956: قلوب حائرة
- 1956: صوت من الماضي
- 1956: ربيع الحب
- 1956: دعوة المظلوم
- 1956: النمرود
- 1957: علموني الحب
- 1957: إسماعيل يس في جنينة الحيوانات
- 1957: ابن حميدو
- 1961: التلميذة

## وصلات خارجية
- نيللي مظلوم على موقع IMDb (الإنجليزية)
- نيللي مظلوم على موقع الدهليز
- نيللي مظلوم على موقع قاعدة بيانات الأفلام العربية
- نيللي مظلوم على موقع قاعدة بيانات الفيلم (الإنجليزية)